# Tangachromis
Tangachromis is een monotypisch geslacht van straalvinnige vissen uit de familie van de cichliden (Cichlidae).

## Soort
- Tangachromis dhanisi (Poll, 1949)